# 차승자총통
차승자총통(次勝字銃筒)은 조선 중기를 대표하는 소형 총통인 승자총통의 하나로 휴대 화기이다.
승자총통의 종류에는 승자총통, 차승자총통, 소승자총통, 별승자총통 등이 있으며, 발전된 형태로 일시에 6발을 발사할 수 있는 쌍자총통이 있다. 여기서 별ㆍ차ㆍ소는 승자총통의 크기의 구분으로 별은 특대의 의미를 지니며, 차는 일반적인 크기보다 조금 적다는 뜻을 내포하고 있다. 승자총통 종류는 전통화기의 일반적인 특징과 발사법을 따르고 있다.
임진왜란 당시 행주산성 전투에서 사용된 차승자총통은 우키타 히데이에에게 중상을 입혔다. 